# Luchthaven Santorini
Luchthaven Santorini (Grieks: Κρατικός Αερολιμένας Σαντορίνης; Kratikos Aerolimenas Santorinis), is een luchthaven op Santorini, Griekenland. De luchthaven is voor zowel militairen als burgerluchtvaart bereikbaar. Het is een relatief gezien kleine luchthaven waar slechts 6 passagiersvliegtuigen kunnen staan. De toren (Freq. 118.05) zorgt voor zowel het landen als het opstijgen.